# Luis Gabaldón
Luis Gabaldón Blanco (15 de septiembre de 1869-18 de mayo de 1939) fue un escritor, dramaturgo y periodista español.

## Biografía
Nacido en 1869, era madrileño. A lo largo de su vida se desempeñó como autor dramático, periodista y crítico teatral.

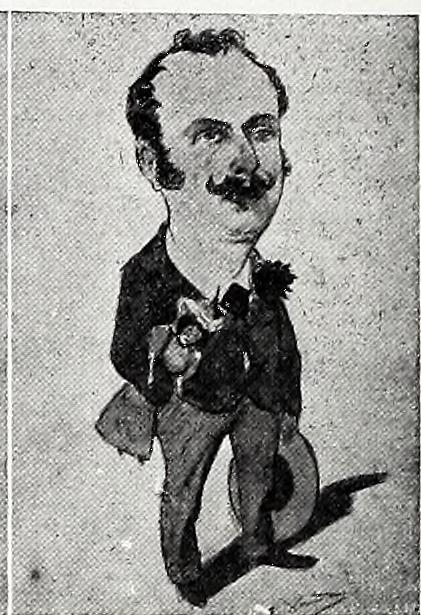
Caricaturizado por Xaudaró (Blanco y Negro, 1901)

En su faceta como periodista dirigió El Último Mono (1892), además de El Barberillo de Lavapiés, La Vida Alegre, Perecito y Veloz Sport. Gabaldón, que comenzó a escribir a los dieciocho años de edad en España Cómica, a los veinte se convirtió en redactor del semanario Blanco y Negro, donde siguió muchos años y dejó casi toda su labor de escritor humorístico.
Fue también redactor de Gedeón y cronista teatral de ABC desde la fundación de este periódico, además de colaborar en La Ilustración Católica, La Ilustración Española, Hojas Selectas, Los Teatros, El Teatro, Actualidades, Los Toros y El Duende, entre otras numerosas publicaciones periódicas. Hizo uso del seudónimo «Floridor».
Además de catálogos cómicos de exposiciones de bellas artes, publicó Palotes (cuentos, Madrid, 1892), La conquista del planeta (novela, Madrid, 1905), Viajes de Saturnino Farandul y Amor, celos y vitriolo (novela cómica, Madrid, 1908). Para el teatro escribió La invencible (1889), Un modelo (1890), Con las de Caín (1891), El espantapájaros (1892), La romería del halcón (1894), La japonesa (1896), El respetable público (1902), La noche del baile (1912), Arsenio Lupín (1912) y Yo puse una pica en Flandes, una parodia de En Flandes se ha puesto el sol, de Marquina.
Falleció el 18 de mayo de 1939.